# Dendrocoelum
Dendrocoelum is een geslacht van platwormen uit de familie van de Dendrocoelidae. 

## Soorten
- Dendrocoelum abditum Kenk, 1940
- Dendrocoelum adenodactylosum (Stankovic & Komarek, 1927)
- Dendrocoelum affine Codreanu & Balcesco, 1970
- Dendrocoelum agile de Beauchamp, 1932
- Dendrocoelum albidum Kenk, 1978
- Dendrocoelum album (Steinmann, 1910)
- Dendrocoelum alexandrinae Codreanu & Balcesco, 1970
- Dendrocoelum apodendrocoeloideum Dyganova, 1976
- Dendrocoelum atriostrictum Codreanu & Balcesco, 1967
- Dendrocoelum banaticum Codreanu & Balcesco, 1967
- Dendrocoelum barbei de Beauchamp, 1956
- Dendrocoelum beauchampi Del Papa, 1953
- Dendrocoelum benazii Del Papa, 1973
- Dendrocoelum boettgeri An der Lan, 1955
- Dendrocoelum bohemicum Komarek & Kunst, 1956
- Dendrocoelum botosaneanui (Del Papa, 1970)
- Dendrocoelum brachyphallus (Beauchamp, 1929)
- Dendrocoelum carpathicum Komarek, 1926
- Dendrocoelum caspicum Porfirjeva & Dyganova, 1972
- Dendrocoelum caucasicum Porfirieva, 1958
- Dendrocoelum cavaticum (Fries, 1874)
- Dendrocoelum chappuisi de Beauchamp, 1932
- Dendrocoelum clujanum Codreanu, 1943
- Dendrocoelum coecum (Komarek, 1926)
- Dendrocoelum coiffaiti de Beauchamp, 1956
- Dendrocoelum collini (de Beauchamp, 1919)
- Dendrocoelum cruciferum (Stankovic, 1969)
- Dendrocoelum dani Bromley, 1982
- Dendrocoelum debeauchampianum Codreanu & Balcesco, 1967
- Dendrocoelum decoratum Kenk, 1978
- Dendrocoelum dorsivittatum Kenk, 1978
- Dendrocoelum findeneggi (Reisinger, 1971)
- Dendrocoelum geticum Codreanu & Balcesco, 1970
- Dendrocoelum gineti de Beauchamp, 1954
- Dendrocoelum grimmi Dyganova, 1983
- Dendrocoelum hankoi (Gelei, 1927)
- Dendrocoelum hercynicum Flossner, 1959
- Dendrocoelum hussoni Sauber, 1970
- Dendrocoelum infernale (Steinmann, 1907)
- Dendrocoelum italicum Vialli, 1937
- Dendrocoelum jablanicense (Stankovic & Komarek, 1927)
- Dendrocoelum kenki de Beauchamp, 1927
- Dendrocoelum komareki (Stankovic, 1969)
- Dendrocoelum lacteum O.F. Müller, 1774 (Melkwitte platworm)
- Dendrocoelum lacustre (Stankovic, 1938)
- Dendrocoelum lescherae Gourbault, 1970
- Dendrocoelum lipophallus (de Beauchamp, 1929)
- Dendrocoelum longipenis Komarek, 1916
- Dendrocoelum lychnidicum (Stankovic, 1969)
- Dendrocoelum maculatum (Stankovic & Komarek, 1927)
- Dendrocoelum magnum (Stankovic, 1969)
- Dendrocoelum minimum Kenk, 1978
- Dendrocoelum mrazekii (Vejdovsky, 1895)
- Dendrocoelum nausicaae Schmidt, 1861
- Dendrocoelum ochridense (Stankovic & Komarek, 1927)
- Dendrocoelum orghidani Codreanu & Balcesco, 1967
- Dendrocoelum oxyhidoni Codreanu & Balcesco, 1967
- Dendrocoelum pannonicum (Mehely, 1927)
- Dendrocoelum parvioculatum de Beauchamp, 1932
- Dendrocoelum plesiophthalmum de Beauchamp, 1937
- Dendrocoelum polymorphum Codreanu & Balcesco, 1967
- Dendrocoelum prespense (Stankovic, 1969)
- Dendrocoelum puteale Kenk, 1930
- Dendrocoelum racovitzae de Beauchamp, 1949
- Dendrocoelum regnardi (de Beauchamp, 1919)
- Dendrocoelum remyi (de Beauchamp, 1926)
- Dendrocoelum romanodanubiale (Codreanu, 1949) (Donauplatworm)
- Dendrocoelum romanovae Dyganova, 1976
- Dendrocoelum sanctinaumi (Stankovic & Komarek, 1927)
- Dendrocoelum sinisae Kenk, 1978
- Dendrocoelum sollaudi de Beauchamp, 1931
- Dendrocoelum spelaeum (Kenk, 1924)
- Dendrocoelum sphaerophallus (de Beauchamp, 1929)
- Dendrocoelum stenophallus Codreanu & Balcesco, 1967
- Dendrocoelum subterraneum Komarek, 1919
- Dendrocoelum superficiale (Porfirieva, 1958)
- Dendrocoelum tismanae Codreanu & Balcesco, 1967
- Dendrocoelum translucidum Kenk, 1978
- Dendrocoelum tubuliferum de Beauchamp, 1919
- Dendrocoelum tuzetae Gourbault, 1965
- Dendrocoelum vaillanti Beauchamp, 1954
- Dendrocoelum voinovi (Codreanu, 1929)
- Dendrocoelum warnimonti Hoffmann, 1964